# Hayes (Jamaica)
Hayes is een plaats in de Jamaicaanse parish Clarendon. De verbouwing van suikerriet is er een belangrijke inkomstenbron. In 1991 woonden er 8447 mensen. In augustus 2007 werd de aanwezige lagere school door de orkaan Dean compleet verwoest.